# Заворотнюк Валентина Борисівна
Валентина Борисівна Заворотнюк (нар. 1 серпня 1943, Арзамас) — радянська і російська театральна актриса, народна артистка Російської Федерації (1993).

## Життєпис
Валентина Заворотнюк народилася 28 серпня 1943 року в Арзамасі, у родині військового. Почала грати на сцені у 13-річному віці. Закінчила ГІТІС, курс Анатолія Ефроса, після чого переїхала в Астрахань на запрошення місцевого ТЮГу .
2008 року вперше знялася в кіно, зігравши директора серпентарію у восьмисерійному фільмі «Заповіт ночі».
Мешкає у Москві.

## Родина
- Чоловік — Юрій Андрійович Заворотнюк (09.01.1945 — 01.10.2014)[2], телережисер.
  - Син — Святослав Юрійович Заворотнюк (29.09.1965 — 17.01.2018) — телережисер, режисер монтажу.
    - Внучка — Поліна .

  - Дочка — Анастасія Юріївна Заворотнюк (03.04.1971 — 29.05.2024) — актриса, заслужена артистка Росії .
    - Онуки — Ганна Заворотнюк (нар. 14 січня 1996), Майкл Стрюков (нар. 13 липня 2000), Міла Чернишова (нар. жовтень 2018).

## Фільмографія
- 2008 — «Заповіт ночі».

## Відзнаки
- Заслужена артистка РРФСР (29.11.1978)
- 1993 — Народна артистка Росії — за великі заслуги в галузі театрального мистецтва[1] .